# Ritardo a leva
Il Ritardo a leva (Lever-delayed blowback) è una miglioria apportata al sistema massa battente, per l'espulsione del bossolo e la ricarica di una nuova cartuccia delle armi semi-automatiche ed automatiche. 

## Principio
L'otturatore è composto da tre pezzi: la parte anteriore, la leva di collegamento e la parte posteriore, avente una massa maggiore della prima.
All'atto dell'esplosione della carica presente nella cartuccia, la pressione dei gas di combustione comincia a spingere indietro l'otturatore. 
A fare da contrasto a questo movimento, come nel sistema base, c'è la molla di recupero. 
Il movimento della parte anteriore dell'otturatore si trasmette alla leva, che a sua volta lo trasmette alla parte posteriore, la quale comincia ad arretrare anch'essa, ma con un'accelerazione maggiore, dovuta al rapporto di moltiplicazione generato dalla leva, che ha il suo fulcro in una scanalatura praticata nel castello. Una volta che l'otturatore ha superato un determinato punto, la leva si svincola e tutto l'insieme arretra solidalmente, fino alla compressione completa della molla e la successiva espulsione del bossolo. Da questo punto in poi l'otturatore riparte in avanti, spingendo nella camera di scoppio una nuova cartuccia.
Il ritardo è quindi basato sull'aumento della l'inerzia della massa retrostante all'otturatore generata dalla presenza della leva, ovviamente sfavorevole (leva del III tipo). Inoltre il fatto che l'otturatore arretrando 'si allunghi', fa comprimere maggiormente la molla aumentando ancora di più la forza di contrasto.

## Caratteristiche
Fu inventato nel 1930 dall'ungherese Pal Kirali che lo impiegò per la mitraglietta Danuvia 43M.
È impiegato (con successo) nel FAMAS, il fucile d'assalto dell'Esercito francese.